# Symbatios (Strategos)
Symbatios (mittelgriechisch Συμβάτιος, in manchen Quellen auch Sabbatios; † nach 867) war ein byzantinischer Patrikios und Strategos armenischer Herkunft.
Symbatios, der vom gleichnamigen Bruder des späteren Kaisers Basileios I. zu unterscheiden ist, war der Schwiegersohn des Kaisars (Caesars) Bardas, an dessen Ermordung am 21. April 866 er beteiligt war. Weil Kaiser Michael III. danach aber nicht ihm, sondern seinem Parakoimomenos Basileios den Vorzug gab und diesen zum Mitkaiser (Symbasileus) beförderte, legte Symbatios das Amt des Logothetes tou dromou am Hof in Konstantinopel nieder und ging als Strategos nach Thrakesion. Dort zettelte er noch im Sommer 866 mit Unterstützung des Komes des Opsikion, Georgios Peganes, eine Revolte an, um Basileios aus der Position des Mitregenten und designierten Thronfolgers zu verdrängen. Der Putschversuch wurde im Winter 866/67 niedergeschlagen. Symbatios wurde auf der Flucht in Keltzene gefangen genommen und nach Konstantinopel in den Mamaspalast vor den Kaiser gebracht, der ihn ebenso wie seine Mitverschwörer blenden, verstümmeln und vorübergehend unter Hausarrest stellen ließ. Sein weiteres Schicksal ist unbekannt.